# Wiener Premierenbesetzungen des Siegfried

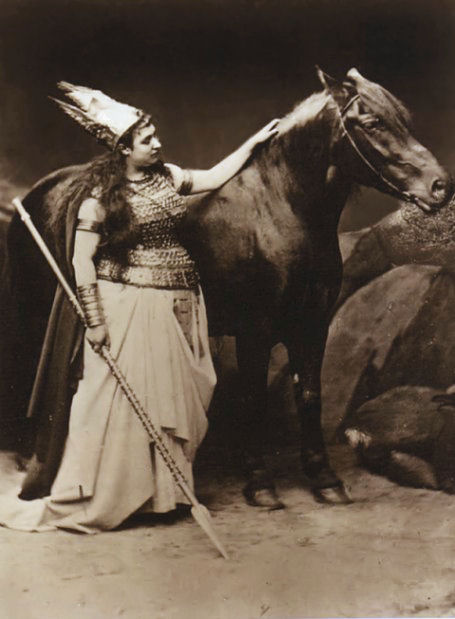
Die Wiener Hofopernsängerin Amalie Materna war die erste Brünnhilde in Bayreuth und Wien. Das Bild zeigt sie 1876 in Bayreuth, mit dem Pferd Grane

Die Wiener Premierenbesetzungen des Siegfried listen alle Mitwirkenden an den Neuinszenierungen von Richard Wagners Siegfried auf, die seit der Wiener Erstaufführung im November 1878 an der k. u. k Hofoper, der heutigen Staatsoper, stattgefunden haben.

## Hintergrund
Traditionell finden in Wien mehr Wagner-Aufführungen statt als in Berlin, Bayreuth, Dresden, Hamburg oder München. Das liegt einerseits am Interesse des Wiener Publikums, andererseits am Repertoiresystem der Staatsoper, welches es ermöglicht, alle zehn Hauptwerke des Komponisten ständig spielbereit zu halten. Der Ring des Nibelungen steht seit den späten 1870er Jahren durchgehend am Spielplan der Wiener Staatsoper. Obwohl die Wiener Staatsoper 1862/63 am Versuch der Uraufführung von Tristan und Isolde gescheitert war, gelangten ab 1877 rasch alle vier Werke des Rings zur Wiener Erstaufführung, lange vor den Erstaufführungen in Berlin, London, Paris, St. Petersburg, New York oder Mailand.
Traditionell kommt es zu erheblichen Überschneidungen der Wiener und Bayreuther Besetzungen, da im Ensemble der Wiener Staatsoper eine Reihe von Sängern verpflichtet waren, die für Richard Wagners Erstaufführung des Ring des Nibelungen unerlässlich waren. Im 20. und 21. Jahrhundert erklären sich die Überschneidungen dadurch, dass sowohl die Bayreuther Festspiele, als auch die Wiener Staatsoper bemüht sind, die jeweils weltweit beste Besetzung zu verpflichten. Eine direkte Konkurrenz besteht nicht, da die Wiener Staatsoper während der Bayreuther Festspielzeit (im Juli und August) geschlossen ist.

## Die Premierenbesetzungen
In der fünften Spalte sind die Aufführungszahlen der jeweiligen Inszenierung angegeben. Für die Erstaufführung 1878 und für die Neuinszenierung 1908 ist weder ein Regisseur, noch ein Spielleiter angegeben. Die Bechtolf-Inszenierung steht nach wie vor auf dem Spielplan der Staatsoper. Die angegebenen Aufführungszahl beschreibt den Stand von Jänner 2017.
| Erstaufführung, 9. November 1878, Dirigent: Hans Richter, Ausstattung: Carlo Brioschi, Hermann Burghart, Johann Kautsky |                          |                                                                  |                                                    |     |
| Ferdinand Jäger | Amalie Materna-Friedrich | Emil Scaria Johann Nepomuk Beck Amalie Stahl                     | Viktor Schmitt August Egon Hablawetz Auguste Kraus | 108 |
| Neuinszenierung, 26. September 1908, Dirigent: Felix von Weingartner, Ausstattung: Alfred Roller, Anton Brioschi        |                          |                                                                  |                                                    |     |
| Erik Schmedes | Anna Mildenburg          | Friedrich Weidemann Richard van Helvoirt-Pél Mme. Charles Cahier | Hans Breuer Richard Mayr Gertrud Förstel           | 78  |
| Lothar Wallerstein, 21. Mai 1931, Dirigent: Clemens Krauss, Ausstattung: Alfred Roller, Robert Kautsky                  |                          |                                                                  |                                                    |     |
| Josef Kalenberg | Mária Németh             | Emil Schipper Hermann Wiedemann Enid Szántho                     | Erich Zimmermann Nicola Zec Luise Helletsgruber    | 49  |
| Herbert von Karajan, 23. Dezember 1957, Dirigent: Herbert von Karajan, Ausstattung: Emil Preetorius                     |                          |                                                                  |                                                    |     |
| Wolfgang Windgassen | Birgit Nilsson           | Hans Hotter Gustav Neidlinger Hilde Rössel-Majdan                | Peter Klein Gottlob Frick Wilma Lipp               | 33  |
| Adolf Dresen, 14. März 1993, Dirigent: Antonio Pappano, Ausstattung: Herbert Kapplmüller                                |                          |                                                                  |                                                    |     |
| Siegfried Jerusalem | Hildegard Behrens        | Robert Hale Oskar Hillebrandt Jadwiga Rappé                      | Heinz Zednik Kurt Rydl Edith Lienbacher            | 30  |
| Sven-Eric Bechtolf, 27. April 2008, Dirigent: Franz Welser-Möst, Ausstattung: Rolf Glittenberg, Marianne Glittenberg    |                          |                                                                  |                                                    |     |
| Stephen Gould | Nina Stemme              | Juha Uusitalo Tomasz Konieczny Anna Larsson                      | Herwig Pecoraro Ain Anger Ileana Tonca             | 20  |